# Joseph Schäffler
Ernest Joseph «Joe» Schäffler (* 20. Januar 1937 in Genf; † 28. Juli 2018 in Basel) war ein Schweizer Maler. Er lebte und arbeitete in der Schweiz, in Frankreich und in Deutschland.

## Leben und Werk
Joseph Schäffler besuchte nach der Schulbildung und einer Lehre als Typograf in Basel dort das Konservatorium und wirkte zunächst als Jazzmusiker (Posaune) bevor er zur Malerei fand.
In seinen frühen Werken (ab 1963) befasste er sich mit neodadaistischen Collagen, Texten und Aktionen. Nach einer Schaffensperiode, die dem abstrakten Expressionismus zugeordnet werden kann (1966–1972), setzte er sich von 1972 bis 1982 mit der Farbfeldmalerei auseinander. Dann begab er sich auf eine jahrzehntelange Spurensuche nach den kosmischen Wirkungen im zeichnerischen Werk. In seinen späten Werken konzentrierte er sich hauptsächlich auf die Forschung über die spirituelle Qualität der Farbe und ihren Zusammenhang mit dem Material. Sein Atelier befand sich über Jahre in den Räumen des Schlosses Zwingen.
Schäfflers Lebenswerk besteht im Wesentlichen aus gross- und kleinformatigen Eitempera-Bildern auf Leinwand, Holz, Blech und Papier, teilweise unter Anwendung verschiedener Mischtechniken sowie aus Zeichnungen und Aquarellen. Die Bilder wurden und werden seit 1964 in der Region Basel, im Kanton Jura, in Genf, in Paris, in Deutschland und in Frankreich ausgestellt. Joseph Schäffler war Mitglied von Visarte Schweiz, dem Berufsverband der visuell arbeitenden Künstler und Künstlerinnen.